# Gouvernement de la Tunisie
Le gouvernement de la Tunisie est l'un des organes majeurs de l'exécutif tunisien. Selon l'article 87 de la Constitution de 2022, il assiste le président de la République dans l'exercice du pouvoir،
Le chef du gouvernement préside le gouvernement et conduit ses affaires sous l'autorité du président. Le gouvernement met en œuvre la politique générale de l'État, déterminée par le président. Le chef du gouvernement et ses membres sont nommés par le président et ne sont responsables de leurs actes que devant lui.

## Composition
Tous les membres du gouvernement sont nommés par le président de la République sur proposition du chef du gouvernement. Chaque gouvernement comporte :
- le chef du gouvernement, désigné par le président de la République ;
- les ministres d'État : ils sont placés au premier échelon de la hiérarchie ministérielle, cela pour leur éminence au sein des gouvernements, ils peuvent varier d'un gouvernement à un autre ;
- les ministres : ils sont d'un nombre variable en fonction des ministères qu'ils sont amenés à diriger ;
- les ministres délégués : ils sont chargés d'un domaine ou d'un dossier précis au sein d'un ministère. Ils sont placés sous l'autorité d'un ministre ou du chef du gouvernement ;
- les secrétaires d'État : ils sont placés au dernier échelon de la hiérarchie ministérielle, sous l'égide d'un ministre ou parfois du seul chef du gouvernement.

## Attributions et rôles
(octobre 2016).
Il revient au gouvernement de déterminer et conduire la politique de la nation telle que déterminée par le président de la République. La définition des politiques et des objectifs gouvernementaux se traduit en pratique par la rédaction de projets de lois et de décrets.
Chaque décision politique doit en effet s'inscrire tôt ou tard dans un texte juridique. Tous les projets de lois ainsi que certains types de décrets doivent être adoptés en Conseil des ministres. C'est en effet lors du Conseil des ministres que le gouvernement définit de manière collective l'orientation de sa politique et prend les mesures essentielles destinées à la mettre en œuvre.
L'action du gouvernement s'appuie également sur deux forces d'exécution, l'armée et l'administration publique, dont il oriente l'action dans le sens de sa politique.
Le gouvernement dispose des prérogatives essentielles mais aussi des compétences extraordinaires : il veille notamment au bon fonctionnement et à la continuité des services publics.
L'Assemblée des représentants du peuple et le Conseil national des régions et des districts peuvent voter une motion de censure, recevable si elle est motivée et signée par la moitié au moins des membres de chaque chambre.

## Conseil des ministres
Le Conseil des ministres est la réunion des secrétaires d'État, des ministres et du chef du gouvernement, généralement organisée au Dar El Bey.

## Secrétariat général
Le secrétariat général est une institution qui assure la continuité de l'État. Placée sous l'autorité du secrétaire général du gouvernement et relevant du chef du gouvernement, l'institution diffère de deux entités caractéristiques de la tradition administrative tunisienne, le cabinet ministériel et l'administration centrale.

## Historique

### Règne Lamine Bey
- Gouvernement Ben Ammar : 7 août 1954-15 avril 1956
- Gouvernement Bourguiba I : 15 avril 1956-25 juillet 1957

### Présidence Bourguiba
- Gouvernement Bourguiba II : 25 juillet 1957-7 novembre 1969
- Gouvernement Ladgham : 7 novembre 1969-2 novembre 1970
- Gouvernement Nouira : 2 novembre 1970-23 avril 1980
- Gouvernement Mohamed Mzali : 23 avril 1980-8 juillet 1986
- Gouvernement Sfar : 8 juillet 1986-2 octobre 1987
- Gouvernement Ben Ali : 2 octobre 1987-7 novembre 1987

### Présidence Ben Ali
- Gouvernement Hédi Baccouche I : 7 novembre 1987-27 juillet 1988
- Gouvernement Hédi Baccouche II : 27 juillet 1988-11 avril 1989
- Gouvernement Hédi Baccouche III : 11 avril-27 septembre 1989
- Gouvernement Karoui : 27 septembre 1989-17 novembre 1999
- Gouvernement Ghannouchi I : 17 novembre 1999-17 janvier 2011

### Intérim Mebazaa
- Gouvernement Ghannouchi II : 17 janvier 2011-27 février 2011
- Gouvernement Caïd Essebsi : 27 février 2011-13 décembre 2011

### Présidence
- Gouvernement Caïd Essebsi : 13 décembre-24 décembre 2011
- Gouvernement Jebali : 24 décembre 2011-13 mars 2013
- Gouvernement Larayedh : 13 mars 2013-29 janvier 2014
- Gouvernement Jomaa : 29 janvier 2014-31 décembre 2014

### Présidence Caïd Essebsi
- Gouvernement Jomaa : 31 décembre 2014-6 février 2015
- Gouvernement Essid : 6 février 2015-27 août 2016
- Gouvernement Chahed : 27 août 2016-25 juillet 2019

### Intérim Ennaceur
- Gouvernement Chahed : 25 juillet 2019-23 octobre 2019

### Présidence Saïed
- Gouvernement Chahed : 23 octobre 2019-27 février 2020
- Gouvernement Fakhfakh : 27 février 2020-2 septembre 2020
- Gouvernement Mechichi : 2 septembre 2020-25 juillet 2021
- Gouvernement Bouden/Hachani/Madouri/Zaafrani : depuis le 11 octobre 2021